# Фарси, Бернар
Берна́р Фарси́ (фр. Bernard Farcy; род. 17 марта 1949) — французский комедийный актёр. Известен по серии фильмов «Такси», где играл комиссара, а в пятой части мэра Жибера. Также Фарси играл в фильмах «Братство волка» и «Астерикс и Обеликс: миссия „Клеопатра“».

## Биография
Родился 17 марта 1949 года.
Учился в Консерватории драматического искусства в Лионе. Окончил театральную школу в Реймсе, после чего переехал в Париж. Играл в театре в Монпарнасе; после знакомства с Домиником Беснеаром в 1983 году исполнил первую роль в полнометражном фильме «Луна в сточной канаве».
До середины 1990-х годов играл преимущественно роли второго плана; после успеха в фильме «Такси» сменил амплуа актёра комедийных ролей. Успешной для Фарси была роль Шарля де Голля, которую он воплотил в кино в 2006 году в фильме «Великий Шарль» (Le grand Charles).

## Фильмография
- 1979 — Наполеон и Жозефина, или Власть желаний / Joséphine ou la comédie des ambitions
- 1982 — Источник воды / Le point d’eau
- 1983 — Луна в сточной канаве / La lune dans le caniveau — Иисус
- 1984 — Человек-женщина / Femmes de personne — Бруно
- 1984 — Наша история / Notre histoire — Фарид
- 1984 — Шаг в тень / Marche à l’ombre — мсье Кристиан
- 1986 — Родственные связи / Lien de parenté — Люсьен Донати
- 1986 — Вечернее платье / Tenue de soirée
- 1987 — Одиночка / Le Solitair
- 1988 — Не будите спящего полицейского / Ne Reveillez Pas Un Flic Qui Dort
- 1998 — Такси / Taxi — Комиссар Жибер
- 2000 — Такси 2 / Taxi 2 — Комиссар Жибер
- 2001 — Астерикс и Обеликс: Миссия «Клеопатра» / Astérix et Obélix: Mission Cléopâtre — Краснобород
- 2001 — Братство волка / Le Pacte des loups — интендант Лаффон
- 2003 — Такси 3 / Taxi 3 — Комиссар Жибер
- 2007 — Такси 4 / Taxi 4 — Комиссар Жибер
- 2009 — Злодей / Le Vilain
- 2018 — Такси 5 / Taxi 5 — Мэр Марселя и Экс-Комиссар Жибер